# Arthur Bowie Chrisman
Pour les articles homonymes, voir Chrisman.
Arthur Bowie Chrisman, né le 16 juillet 1889 et mort le 24 février 1953, est un écrivain américain. Il est connu pour avoir écrit le recueil de contes Shen of the Sea qui gagna la médaille Newbery en 1926.

## Biographie
Arthur Bowie Chrisman est né dans une ferme près de White Post (en), dans le comté de Clarke, en Virginie. Il est le sixième enfant d'Isaac Arthur et de Mary Louis Bryarly Chrisman. Doté d'une grande imagination, il aime écouter les histoires que les gens lui racontent. 
Il étudie l’ingénierie électrique à l'Institut polytechnique et université d'État de Virginie de 1906 à 1908 mais arrête ses études à la fin de son année de sophomore. Pendant un temps, il voyage en Californie et après avoir rencontré et s'être lié d'amitié avec un commerçant chinois, il se passionne pour l'histoire et la littérature asiatique,.
Il commence à écrire à l'âge de 18 ans. Il ne trouve aucun éditeur dans un premier temps. Ce n'est que six ans plus tard qu'il réussit à faire éditer sa première histoire, travail pour lequel il ne recevra aucun salaire. Son premier livre, Shen of the Sea, un recueil de seize contes chinois, est publié en 1925. L'ouvrage est récompensé de la médaille Newbery l'année suivante. Il publiera peu d'ouvrages. Seuls deux autres recueils sortiront les années suivantes : The Wind That Wouldn't Blow: Stories of the Merry Middle Kingdom for Children, and Myself (1927) et Treasures Long Hidden: Old Tales and New Tales of the East (1941).
Il retourne dans sa ferme natale dans les années 1930 avant d'emménager dans l'Arkansas en 1943. Chrisman souffre de problèmes respiratoires et vit retiré à Shirley. Deux hommes découvrent son corps le 21 février 1953, inquiets quand l'auteur ne s'est pas présenté pour faire ses courses comme d'habitude. Le médecin légiste du comté de Van Buren a estimé que sa mort remontée à une semaine. Il est enterré au cimetière Meade Memorial Episcopal Church de White Post.

## Publications
- (en) Shen of the Sea: A Book for Children, Dutton, 1925, recueil de contes pour enfants
- (en) The Wind That Wouldn't Blow: Stories of the Merry Middle Kingdom for Children, and Myself, Dutton, 1927, recueil de contes pour enfants
- (en) Clarke County, 1836-1936 : historical sketch, Clarke Courier Press, 1936, généalogie et histoire locale
- (en) Treasures Long Hidden: Old Tales and New Tales of the East, Dutton, 1941, recueil de contes pour enfants